# Charlie Kaufman

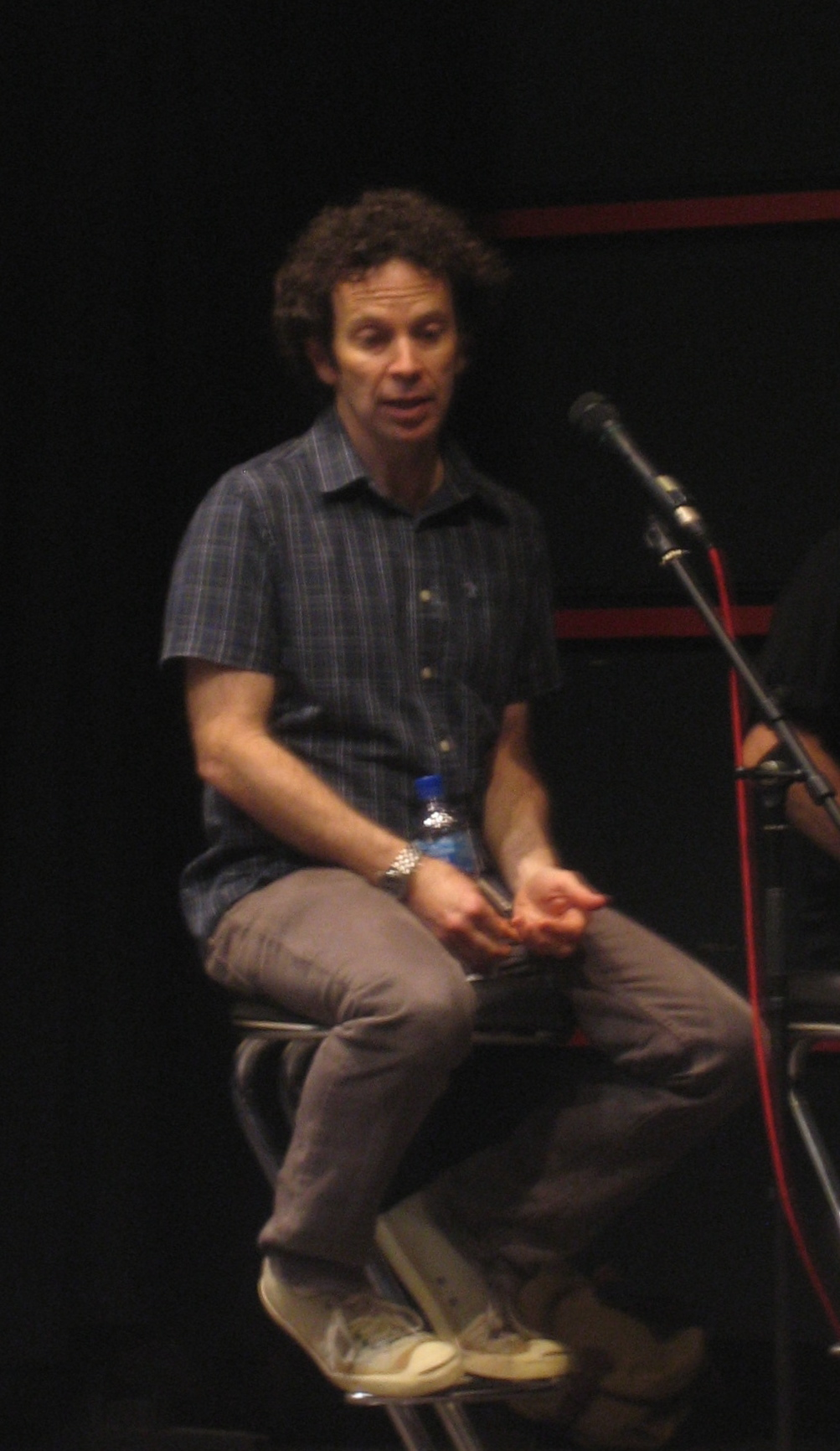
Charlie Kaufman 2008.

Charles Stuart "Charlie" Kaufman, född 19 november 1958 i New York, är en amerikansk manusförfattare, filmproducent och filmregissör.

## Biografi
Charlie Kaufman studerade först vid Boston University och studerade därefter film vid New York University. Han började karriären genom att skriva manus till avsnitt av TV-komediserier.
1999 fick Charlie Kaufman sitt långfilmsgenombrott med filmen I huvudet på John Malkovich. 2002 hade filmen Adaptation premiär, som handlar om honom själv och hans uppdiktade tvillingbror, båda spelade av Nicolas Cage. Kaufman fick en Oscar-nominering för vardera film, och nominerades till ett BAFTA-pris för vardera film och vann för båda. Vid Oscarsgalan 2005 vann han sin första Oscar, då han vann i kategorin bästa originalmanus, för sitt manus till Eternal Sunshine of the Spotless Mind (2004).
2008 regisserade han sin första film, Synecdoche, New York. Han skrev också filmens manus och stod för filmens produktion (tillsammans med Spike Jonze, Sidney Kimmel och Anthony Bregman). Philip Seymour Hoffman spelar filmens manliga huvudroll.

## Filmografi (urval)
- 1999 – I huvudet på John Malkovich (manus och produktion)
- 2001 – Human Nature (manus och produktion)
- 2002 – Adaptation (manus och produktion)
- 2002 – Confessions of a Dangerous Mind (manus)
- 2004 – Eternal Sunshine of the Spotless Mind (manus och produktion)
- 2008 – Synecdoche, New York (manus, regi och produktion)
- 2015 – Anomalisa (manus, regi och produktion)